# SRWare Iron
German | Dutch | Spanish | Japanese | Russian
SRWare Iron of simpelweg Iron is een opensource-webbrowser gebaseerd op Chromium. De browser wordt ontwikkeld door het Duitse bedrijf SRWare en is beschikbaar voor Windows, Mac en Linux. Er bestaat ook een portable versie voor Windows die geïnstalleerd kan worden op een USB-stick en een mobiele versie voor Android. Net als Chromium gebruikt ook SRWare Iron de layout-engine Blink om pagina's te renderen.

## Verschillen met Google Chrome
Google Chrome (ook gebaseerd op Chromium) en SRWare Iron zijn bijna volledig hetzelfde qua uiterlijk (logo's en teksten verschillen hier en daar). Er zijn een aantal functies verwijderd in Iron die wel in Chrome aanwezig zijn:
- Een unieke ID waardoor de gebruiker kan worden geïdentificeerd die aangemaakt wordt bij de installatie.
- Een tijdstempel, het tijdstip waarop Chrome werd geïnstalleerd.
- Google gehoste foutmeldingen als er een server niet is gevonden.
- Bug Tracking systeem, stuurt informatie over crashes of fouten.
- RLZ-herkenning: RLZ verzendt informatie in gecodeerde vorm naar Google, bijvoorbeeld wanneer Chrome is gedownload.
- Google Updater, installeert automatisch updates en deze start elke keer op in de achtergrond bij het aanmelden van de gebruiker (niet aanwezig in de Linuxversie van Google Chrome). Dit heeft als nadeel dat men zelf moet controleren wanneer er een nieuwere versie beschikbaar is (opmerking: deze functionaliteit is ook niet aanwezig in Chromium).
- URL-tracker: opent (afhankelijk van de configuratie) 5 seconden na het opstarten van de browser de website van de Google-zoekmachine op en opent deze in de achtergrond.
- DNS voortijdig ophalen.

### Toevoegingen
- Een advertentiefilter is geïntegreerd in Iron, dat als doel heeft ongewenste advertenties te blokkeren.

## Functies
- Automatisch aanvullen van webadressen
- V8-JavaScript-virtuele machine
- Iedere tab en plug-in wordt in een eigen proces uitgevoerd. Dit komt de stabiliteit ten goede en voorkomt het opeisen van te veel werkgeheugen[6]. Wanneer een webpagina een proces laat vastlopen, dan kan dit beëindigd worden via het ingebouwde taakbeheer van Iron (te vergelijken met het taakbeheer van een besturingssysteem). De overige tabbladen kunnen daardoor gewoon gebruikt blijven worden, zonder dat de browser opnieuw opgestart moet worden. Daarnaast kan een tabblad versleept worden en in een apart venster gedraaid worden.
- Incognito-modus: in deze modus wordt er geen informatie over het surfgedrag van de gebruiker opgeslagen. De cookies en de lijst met bezochte pagina's worden verwijderd zodra het venster gesloten wordt. Bladwijzers blijven wel behouden.
- Modus volledig scherm (F11), zodat de focus gelegd kan worden op de pagina en niet op de webbrowser zelf.